# سرخیو بادیلا کاستیلو
سرخیو بادیلا کاستیلو (به اسپانیایی: Sergio Badilla Castillo) (زادهٔ ۳۰ نوامبر ۱۹۴۷ در والپارایسو، شیلی) یک شاعر اهل شیلی و بنیان‌گذار ماوراءگرایی شاعرانه در شعر معاصر است.
وی شاعر آمریکای لاتین به حساب می‌آید که از شاعران اروپای شمالی تأثیر شدید پذیرفته‌است. شاعران فنلاندی نظیر ادیت سودرگران، المر دیکتونیوس، پااوو هاویکو، پنتتی ساریکووسکی و شاعران سوئدی نظیر گونار اکلوف، توماس ترانسترومر و لارس گوستافسون.